# Strada nazionale 112 Sardegna-Periferica
La strada nazionale 112 Sardegna-Periferica era una strada nazionale del Regno d'Italia, che percorreva la Sardegna formando un anello, con inizio convenzionale a Cagliari; era presente anche una diramazione che collegava Alghero a Porto Conte
Venne istituita nel 1923 con il percorso "Cagliari - Muravera - Tortolì - Dorgali - Siniscola - Terranova Pausania - Tempio - Laerru - Sassari - Cantoniera Scalacavalli - Alghero - Suni - Cuglieri - Oristano - Iglesias - Siliqua - Cagliari, con diramazione da Alghero a Porto Conte".
Nel 1928, in seguito all'istituzione dell'Azienda autonoma statale della strada (AASS) e alla contemporanea ridefinizione della rete stradale nazionale, il suo tracciato costituì l'intera strada statale 125 Orientale Sarda (da Cagliari a Olbia), quasi per intero la strada statale 127 Settentrionale Sarda (da Olbia a Sassari) e la strada statale 126 Occidentale Sarda (da Sassari ad Iglesias) e l'intera strada statale 130 Iglesiente (da Iglesias a Cagliari); la diramazione andò invece a costituire la strada statale 126 dir Occidentale Sarda.